# قطعنامه ۱۳ شورای امنیت
قطعنامه ۱۳ شورای امنیت سازمان ملل متحد که در تاریخ ۱۲ دسامبر ۱۹۴۶ تصویب شد، سندی بین‌المللی دربارهٔ پذیرش سیام (تایلند) به عضویت شورا است. این قطعنامه طی نشست ۸۳ام با ۱۱ موافق، ۰ مخالف و ۰ ممتنع مصوب شد.